# Берні (Монтана)
Берні (англ. Birney) — переписна місцевість (CDP) в США, в окрузі Роузбад штату Монтана. Населення — 97 осіб (2020).

## Географія
Берні розташоване за координатами 45°24′56″ пн. ш. 106°29′36″ зх. д. / 45.41556° пн. ш. 106.49333° зх. д. (45.415482, -106.493358).  За даними Бюро перепису населення США в 2010 році переписна місцевість мала площу 39,10 км², уся площа — суходіл.

## Демографія
Згідно з переписом 2010 року, у переписній місцевості мешкало 137 осіб у 30 домогосподарствах у складі 26 родин. Густота населення становила 4 особи/км².  Було 42 помешкання (1/км²).
Расовий склад населення:
| - 97,1 % — корінних американців - 0,7 % — білих - 1,5 % — осіб інших рас |

До двох чи більше рас належало 0,7 %. Частка іспаномовних становила 2,2 % від усіх жителів.
За віковим діапазоном населення розподілялося таким чином: 43,8 % — особи молодші 18 років, 51,8 % — особи у віці 18—64 років, 4,4 % — особи у віці 65 років та старші. Медіана віку мешканця становила 21,5 року. На 100 осіб жіночої статі у переписній місцевості припадало 117,5 чоловіків;  на 100 жінок у віці від 18 років та старших — 97,4 чоловіків також старших 18 років.
Цивільне працевлаштоване населення становило 18 осіб. Основні галузі зайнятості: публічна адміністрація — 50,0 %, науковці, спеціалісти, менеджери — 27,8 %, освіта, охорона здоров'я та соціальна допомога — 22,2 %.